# Eve (альбом)
Eve — четвёртый студийный альбом британской рок-группы The Alan Parsons Project, выпущенный 27 августа 1979 года лейблом Arista Records. В центре внимания альбома - сила и характерные черты женщин, а также проблемы, с которыми они сталкиваются в мире мужчин. Первоначально предполагалось, что альбом будет посвящён «великим женщинам в истории», но затем концепция была расширена. Название альбома было таким же, как у тёщи Эрика Вулфсона.
Eve - первый альбом The Alan Parsons Project с участием певца Криса Рэйнбоу. Открывающая альбом инструментальная композиция «Lucifer» стала хитом в Европе, а «Damned If I Do» попала в топ-40 США, достигнув 27-й строчки, и 16-й строчки в Канаде. «Lucifer» также используется в качестве заглавного трека для немецкого политического телешоу Monitor.

## История создания
В концепцию альбома положены сильные стороны и особенности женщины в целом, а также альбом освещает проблемы, с которыми женщины сталкиваются в мире, где доминируют мужчины. В начале планировалось уделить внимание знаменитым женщинам в истории, таким как Жанна д’Арк, но затем было решено посвятить альбом всем женщинам. Музыкальный материал записывался более полугода, с декабря 1978 по июнь 1979 года. Основными хитами альбома стали «Lucifer», а также «Damned If I Do», который попал в US Top 30. Альбом многократно переиздавался, в 2008 году переиздан с добавлением бонус-треков.
Композиции «Lucifer» и «Damned If I Do» присутствовали на лицензионной пластинке-компиляции лучших композиций, выпущенной в СССР в 1986. Кроме того, «Lucifer» использовалась в середине 1990-х в качестве фонового сопровождения Выпуска Новостей телерадиокомпании «Останкино».

## Список композиций
1. «Lucifer» (инструментал) — 5:09
2. «You Lie Down with Dogs» (вокал: Ленни Закатек[англ.]) — 3:47
3. «I’d Rather Be a Man» (вокал: Дэвид Патон[англ.]) — 3:53
4. «You Won’t Be There» (вокал: Дэйв Таунсенд[англ.]) — 3:34
5. «Winding Me Up» (вокал: Крис Рейнбоу[англ.]) — 4:04
6. «Damned If I Do» (вокал: Ленни Закатек) — 4:50
7. «Don’t Hold Back» (вокал: Клэр Торри) — 3:37
8. «Secret Garden» (инструментал) — 4:41
9. «If I Could Change Your Mind» (вокал: Лесли Дукан[англ.]) — 5:49

Ремастированное издание
Ремастированное издание 2008 года включает бонус-треки:
1. «Elsie’s Theme» из 'The Sicilian Defence'
2. «Lucifer» (demo)
3. «Secret Garden» (early rough mix)
4. «Damned If I Do» (rough mix)
5. «Don’t Hold Back» (vocal rehearsal rough mix)
6. «Lucifer» (early rough mix)
7. «If I Could Change Your Mind» (rough mix)

## Участники записи
- Бас-гитара — Дэвид Патон[англ.]
- Ударные — Стюарт Эллиотт
- Гитара, акустическая гитара — Иэн Бэрнсон[англ.]
- Клавишные — Эрик Вулфсон, Данкан Макэй
- Подпевки — Крис Рейнбоу, Дэвид Патон[англ.]
- Продюсер — Алан Парсонс
- Эксклюзивный продюсер — Эрик Вулфсон
- Звукоинженер — Алан Парсонс
- Мюнхенский камерный оркестр под управлением Эрхарда Шонера (Eberhard Schoener)

## Позиции в хит-парадах
Годовые чарты:
| Год  | Хит-парад                          | Позиция |
| ---- | ---------------------------------- | ------- |
| 1979 | Канада (RPM Year-End)              | 64      |
| 1979 | Новая Зеландия (RMNZ)              | 49      |
|      |                                    |         |
| 1980 | США (Billboard Top Popular Albums) | 83      |
| 1980 | ФРГ (Offizielle Top 100)           | 7       |